# The Liverpool Express
The Liverpool Express is een Britse poprockband, die werd geformeerd in 1975 in Liverpool.

## Bezetting
Huidige bezetting
- Billy Kinsley (basgitaar, zang)
- Kenny Parry (gitaar, zang)
- Dave Goldberg (keyboards, zang)
- Adam Goldberg (drums)

Vroegere bezetting
- Roger Scott Craig (keyboards, zang)
- Tony Coates (gitaar, zang)
- Derek Cashin (drums, zang)
- John Ryan (drums, zang)
- Kenny Mundye (drums, zang)

(vervolg)
- Pete Kircher (drums, zang)
- Brian Rawling (drums, zang)
- Phil Chittick (drums, zang)
- Ian Stirrat (keyboards, zang, productie)

## Geschiedenis
Hun grootste succes hadden ze in Zuid-Amerika, waar de drie singles You Are My Love, Every Man Must Have A Dream en Dreamin'  de toppositie haalden in de hitlijst. Ze waren de eerste band die daar een belangrijke stadiontournee deed en speelden voor een kwart miljoen mensen.
Ze traden zeer vaak op bij de Britse televisie, waaronder Top of the Pops. Alhoewel ze onderweg waren, volgden meerdere tv-optredens. Ze namen hun eigen tv-specials op in Brazilië en voor de BBC. Ze toerden door het Verenigd Koninkrijk en delen van Europa met Rod Stewart en op persoonlijk verzoek voor Charles van Wales in een Royal Gala Show in Liverpool.
De vier bandleden hadden voorheen gespeeld bij The Merseybeats en Billy Kinsley was medeoprichter tijdens de jaren 1960. Tijdens de jaren 1990 verenigde Kinsley The Merseybeats weer. Pianist Roger Scott Craig vervoegde zich bij Fortune in 1982 en formeerde de bands Harlan Cage in 1996 en 101 South in 2000. Hij speelde en nam ook op met de Duitse zangeres Nina Hagen midden jaren 1980. In hun tourneeagenda stonden concerten gepland voor duizenden mensen bij Rock in Rio in Brazilië.
Toen Derek Cashin, Tony Coates en Roger Scott Craig de band verlieten, contracteerde Kinsley de muzikanten Dave Goldberg en Kenny Parry. Kinsley, Goldberg en Parry waren sindsdien de kern van de band. De oorspronkelijke bezetting werd herenigd midden 2002, toen Scott Craig met het idee kwam om een Best Of-cd samen te stellen en uit te brengen. Een jaar later ontmoetten Scott Craig en Kinsley elkaar in Liverpool om nieuw materiaal te schrijven en op te nemen voor het album Once Upon a Time.
In juli 2011 piekte de band in de iTunes-download-hitlijst met You Are My Love.

## Aanvullende informatie
- Tv-presentator en zanger Keith Chegwin[14] nam in 1977 een versie op van de song I'll Never Fall in Love Again. Deze werd uitgebracht als single en werd een hit in Zuid-Amerika. Kinsley en Scott Craig schreven en produceerden later Chegwins volgende single Destiny. Chegwin was een vriend en fan van de band en had hen ontmoet bij Swap Shop en It's A Knockout.
- Drie van hun songs werden uitgelicht in de films It Lives Again en The Squeeze.
- In 1977 speelden ze met de Duitse muzikant Stefan Hallberg[15] op diens versie van So Here I Go Again (Das kann nur mir passiern). Deze werd uitgebracht als single bij Warner Bros. Records in Duitsland. Ze speelden ook het nummer Der Fighter op de B-kant van de single (geschreven door Hallberg).
- In 1979 wijzigden ze de naam Liverpool Express naar L.E.X.
- Tijdens de jaren 1980 formeerden Kinsley en Parry de band The Cheats met Brian Rawlings (drums), die populair werd in het pubs/club-circuit in en rond Merseyside.
- Kinsley speelde onder hetzelfde affiche als The Beatles meermaals in de Cavern Club in Liverpool tijdens de vroege jaren 1960. Hij werkte ook met George Harrison bij Apple Records tijdens de late jaren 1960, alhoewel als sessiemuzikant. Tijdens een opnamesessie met Jackie Lomax, vervoegde Paul McCartney zich bij hem tijdens zijn huwelijksnacht, nadat hij met Linda McCartney was getrouwd.
- De L.E.X.-song Oh No was ontstaan uit een jamsessie met McCartney. De jamsessie was met Kinsley en drummer Pete Clarke. Zeven jaar later, toen L.E.X. dacht aan het schrijven van songs en Kinsley nadacht over de song, wist hij dat Pete Clark zich het refrein herinnerde en Kinsley schreef de aanvullende coupletten. Ze contacteerden McCartney om het gebruik van het refrein toe te staan. De song werd geplaatst als B-kant van So Here I Go Again in augustus 1977.

## Discografie

### Singles
- 1975: Smile
- 1976: You Are My Love
- 1976: Hold Tight
- 1976: Every Man Must Have A Dream
- 1977: Doing It All Again
- 1977: Dreamin'
- 1977: So Here I Go Again
- 1977: Songbird, Sing Your Song
- 1977: Das Kann Nur Mir Passiern (uitgebracht door Stefan Hallberg & the Liverpool Express)
- 1978: Don't Stop The Music
- 1978: It's Only My Imagination
- 1979: I Want Nobody But You
- 1979: Games People Play
- 1983: So What
- 1985: If You're Out There
- 1991: You Are My Love
- 2002: John George Ringo & Paul
- 2006: It's A Beautiful Day
- 2011: You Are My Love

### Albums
- 1976: Tracks (Warner Bros. Records)
- 1978: Dreamin' (Warner Bros. Records)
- 1979: L.E.X. (Warner Bros. Records)
- 2003: Once Upon A Time (Every Man Records)

### Compilaties
- 2002: The Best of Liverpool Express (Every Man Records)
- 1976: Hit Power (Arcade Records)
- 1976: Larger Than Life (WEA International)
- 1976: Pop-Parade (K-Tel International)
- 1977: Music Master (K-Tel International)
- 1978: En Tu Piel Los mh Positivos Vol. 12 (Musichall)
- 1978: Special Disc Jockey Vol. 3 (WEA International)
- 1978: Lancelot Discotheque (WEA International)
- 1979: Acontece (K-Tel International)
- 1988: 40 Eternal Originals From The Seventies (Arton)
- 1989: Love On The Dance Floor (Connoisseur Collection)
- 1992: 25 Years of Rock-'n-Roll: 1976 Vol. 2 (Connoisseur Collection)
- 1994: The 70s - 1976 (Time Life)
- 1999: The Greatest Pop Ballads (Repertoire)
- 2003: We Want The Beatles Vol. 6 (Yellow Fish)
- 2005: Big Hour Antena 1 (Big Hour)
- 2008: 70's Dinner Party (Sony Music)
- 2009: 100 Essential Tracks - 70s (Sony Music)
- 2009: Pop Cycles Vol. 10 (PopCycles)
- 2009: Gold Songs (Compact Disc Club)

### Ep's
- 1977: Tracks (E.P.) (Warner Bros. Records)

A-kant: You Are My Love, Hold Tight
B-kant: Every Man Must Have A Dream, Rosemary
- 1978: Dreamin' (E.P.)

A-kant: Dreamin', Little Plum's Last Stand
B-kant: Low Profile, So Here I Go Again

### Demo's
- 2003: Once Upon A Time (Every Man Records)

John George Ringo & Paul, Sailin' Down To Rio, Once Upon A Time, Out Of The Blue, This Door Is Always Open, Chinatown, Best Years Of My Life, The End Of The Game

### Soundtracks
- 1977: The Squeeze (Warner Bros. Records)
- 1977: Um Sol Maior - Internacional (GTA Records)
- 1978: O Astro (Som Livre)
- 1978: It Lives Again (Warner Bros. Records)

### NPO Radio 2 Top 2000
| Nummer met noteringen in de NPO Radio 2 Top 2000 | '00  | '01  | '02  | '03  | '04  |
| ------------------------------------------------ | ---- | ---- | ---- | ---- | ---- |
| You Are My Love                                  | 1200 | 1351 | 1501 | 1657 | 1956 |

1. ↑  Een vetgedrukt getal geeft de hoogste notering aan.
2. ↑  2000 was het eerste jaar met een notering voor dit nummer.
3. ↑  Deze tabel is bijgewerkt tot en met de laatste editie (2024).